# Fat Princess
Fat princess é um jogo eletrônico de gênero MOBA exclusivo para o console Playstation 3 disponível através do serviço Playstation Network e para o console Playstation Portable através de UMD.

## Objectivos
A equipa adversária tem a princesa da equipe que o jogador pertence e vice-versa. O jogador toma partido de uma das 2 equipas disponíveis e tem que recuperar a princesa. Existem outros modos como cada equipe começa com a princesa da sua equipa, conquista de mais edifícios e futebol.

## Jogabilidade

### Classes
No começo de cada partida, você guia um homem comum sem nenhum tipo de arma, ele só pode dar socos. Para poder ser uma das classes, o jogador pode colocar um chapéu ou capacete no personagem, assim ele vira uma das determinadas classes:
Warrior(Guerreiro):Tal classe serve para o combate corpo-a-corpo, e principalmente invadir o castelo inimigo. Depois que a classe alcançar o segundo nível, o jogador pode usar uma lança.
Ranger(Arqueiro):Essa serve para dar cobertura para o time. Depois que a classe chega ao segundo nível, o jogador pode usar uma arma.
Wizard(Mago):O mago pode, assim como queimar os adversários em certa distância, mas também congelá-los dependendo do nível da classe. Também pode usar o próprio cajado como arma corpo-a-corpo.
Priest(Sacerdote):Sua principal função é curar os jogadores de seu time. Quando chega em seu segundo nível, ele vira uma versão maligna do padre original.
Worker(Trabalhador):Essa classe não é muito indicada para o combate, mesmo ela tendo um machado. Porém, esse machado serve para cortar árvores e ter o material para aumentar os níveis das "máquinas" que fazem os chapéis(capacetes, panos) para que elas progridem de nível. Quando eles chegam em seu segundo nível, o seu lenço é substituído por um chapéu, e ele pode utilizar bombas além de machados.

### Classes de conteúdo para download
Além dessas demais classes, o jogo ainda tem outras três classes especiais que só podem ser usadas com o pagamento na PlayStation Store. Essas classes, também vem com habilidades especiais que podem ser usados quando uma barra no jogo for totalmente carregada:
Ninja:O ninja pode utilizar além de uma Katana, shurikens para ataques de longa distância. Sua habilidade especial é poder ficar invisível para poder atravessar paredes e inimigos. Além disso, ele consegue dar um ataque letal no inimigo que o mata instantaneamente, porém isso faz com que ele se torne visível de novo.
Pirate(Pirata):O pirata pode usar além de uma espada, uma pistola na qual os tiros podem ser fatais. Sua habilidade é o "Cannon Strike", que é um canhão que causa danos em todos os inimigos na determinada área destinada.
Giant(Gigante):O gigante é um personagem bruto que usa as próprias mãos como arma. Ele é o personagem que tem a maior saúde no jogo todo, o que torna ele difícil de ser derrotado. Sua habilidade especial é devorar os inimigos para que sua saúde seja aumentada.